# Hans-Jürgen Grambow
Hans-Jürgen Grambow (* 6. August 1945 in Hamburg) ist ein deutscher Rechtsanwalt, Verfassungsrichter und ehemaliger Abgeordneter der Hamburgischen Bürgerschaft für die SPD.

## Leben
Nach dem Abitur 1966 absolvierte Grambow seinen Wehrdienst bis 1967. Anschließend studierte er bis 1973 Rechtswissenschaften und arbeitete nebenher als Lehrer beim Berufsfortbildungswerk des DGB in Hamburg. 1973 machte er sein erstes, 1976 sein zweites juristisches Staatsexamen. Anschließend war er freiberuflich als Rechtsanwalt tätig. Er ist verheiratet und hat ein Kind.

## Politik
Grambows politische Heimat liegt im SPD-Kreis Hamburg-Wandsbek. Zu seinen verschiedenen Parteifunktionen gehörte auch die Mitgliedschaft im Landesvorstand. Von 1970 bis 1973 entsandte ihn seine Partei in die Deputation der Justizbehörde. Im April 1974 wurde er als Abgeordneter in die Hamburgische Bürgerschaft gewählt. Bis 1984 arbeitete er dort vor allem im Innenausschuss, im Rechtsausschuss, im Ausschuss für den öffentlichen Dienst und – stellvertretend – im Ausschuss für Verfassung, Geschäftsordnung und Wahlprüfung mit. Im Juni 1977 gehörte er gemeinsam mit Wulf Damkowski, Jan Ehlers, Bodo Fischer, Harro Frank, Helga von Hoffmann, Frauke Martin, Lothar Reinhard, Ortwin Runde und Bodo Schümann zu einer Gruppe von zehn SPD-Bürgerschaftsabgeordneten, die im Zusammenhang mit dem Parteiausschluss des Juso-Vorsitzenden Klaus Uwe Benneter in einem Brief an den Parteivorsitzenden Willy Brandt verlangten, dass dieser Parteiordnungsverfahren gegen 56 Hamburger SPD-Mitglieder, die sich mit Benneter solidarisiert hatten, verhindere.
Von 2002 bis 2005 war er Richter am Hamburgischen Anwaltsgerichtshof. Von 1989 bis 2005 wurde er zum Verfassungsrichter in Hamburg berufen.

## Werke
- Die Haftung bei Gesundheitsschäden infolge medizinischer Betreuung in der DDR. Peter Lang Verlagsgruppe, Frankfurt 1997, ISBN 3-631-30172-3 (zugleich Dissertation 1995).